# Ecser
Ecser (szlovákul: Ečer) nagyközség Pest vármegyében, a Vecsési járásban, a budapesti agglomerációban. Területe régóta lakott, régészeti feltárások során kelták, szarmaták és rómaiak nyomaira bukkantak. A török uralom alatt elnéptelenedett, utána többségében szlovákokkal telepítették be, napjainkban is rendelkezik szlovák kisebbséggel. Nemzetközileg az Ecseri lakodalmas révén ismert.

## Fekvése

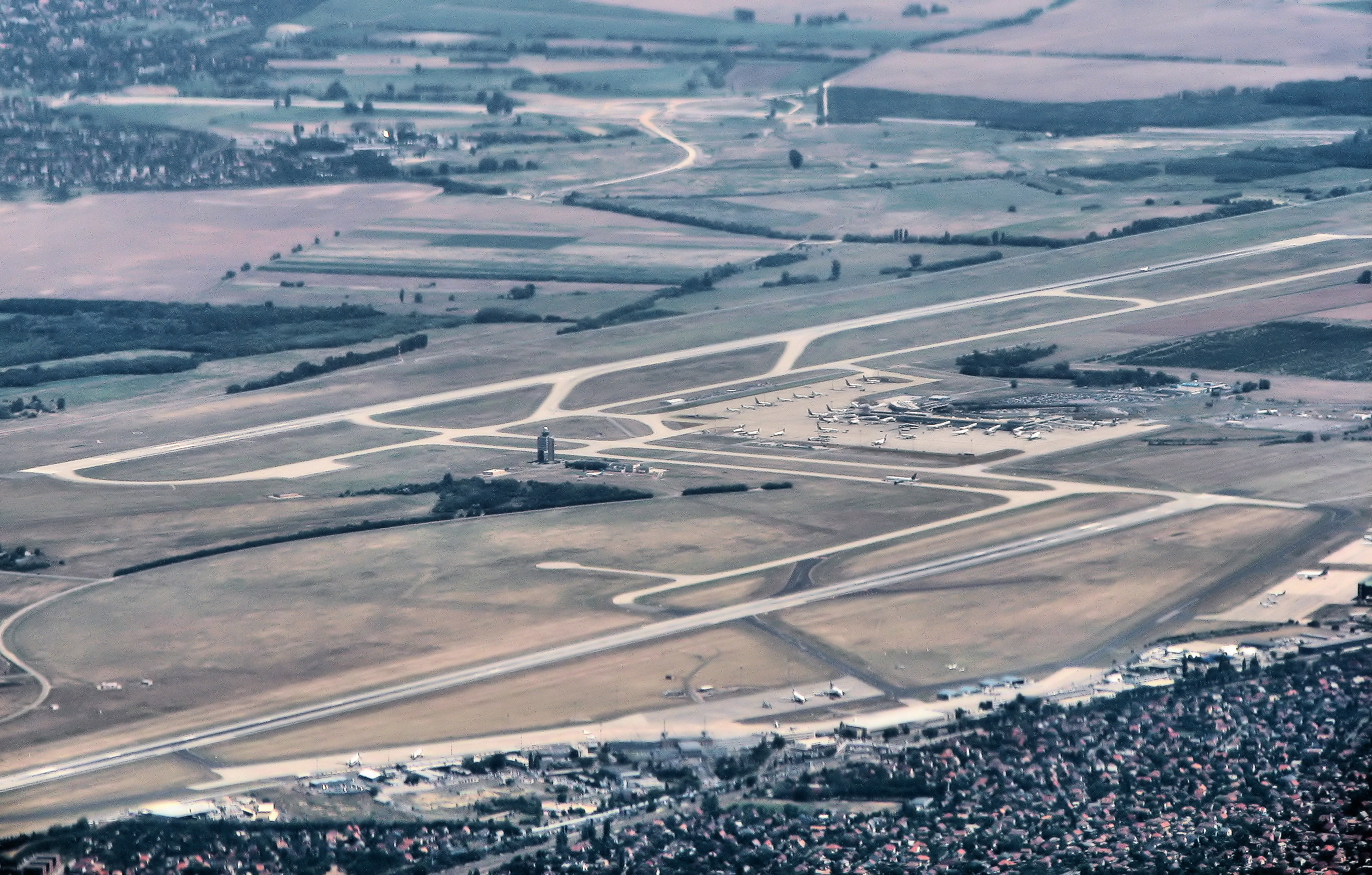
A Ferihegyi repülőtér, a kép bal felső sarkában a zöld terület a házakkal Ecser

Ecser Budapesttől délkeletre található, a Budapest Liszt Ferenc nemzetközi repülőtértől pedig északkeletre. Szomszédai: Vecsés, Üllő, Maglód és Budapest XVII. kerülete. Az M0-ás autóút mellette halad el. A szomszédos Maglódtól az autóút választja el, a főváros XVII. kerületének határától szintén néhány száz méterre található. A Pesti-hordalékkúpsíkság és a Gödöllői-dombság találkozásánál terül el. Az északi dombokról déli irányba tekintve  jó kilátás nyílik a tájra, a nagyközséget szinte egy völgyben látva, azon túl pedig Vecsés és Üllő felé. (Nyugati irányban a távolban a főváros és a Duna völgye mögött a Dunántúli-középhegységhez tartozó Budai-hegység sziluettje is kirajzolódik.) A falutól északnyugatra található a Merzse-mocsár Természetvédelmi Terület. Ecser és Budapest (Rákoskert) határán fekszik a Vidadomb, ahonnan szintén szép panoráma tárul a nézelődő szeme elé.

### Megközelítése
A községet észak felől a 31-es, dél felől a 4-es főút és az M4-es autóút fogja közre, mindhármon aránylag könnyen elérhető, a főváros irányából éppúgy, mint az ország távolabbi részei felől, de közigazgatási területét egyik sem érinti. A főbb országos útvonalak közül csak az M0-s autóút szeli át a határait, ennek egy csomópontja is van itt, Ecser belterületétől pár kilométerre délkeletre.
Központján, nagyjából észak-déli irányban a Kistarcsától Rákoscsabán át Vecsés délkeleti határszéléig vezető 3101-es út vezet keresztül, Maglóddal (és a 31-es főút ottani szakaszával), valamint azon keresztül Gyömrővel és Monorral a 3111-es út kapcsolja össze. Az M0-s csomópontjától a 31 110-es számú mellékút vezet a település belterülete felé.
Busszal északnyugatról Budapest felől (az Örs vezér terétől vagy Rákoskeresztúrról), vagy keletről Maglód felől közelíthető meg.
A hazai vasútvonalak közül a Budapest–Újszász–Szolnok-vasútvonal érinti, melynek egyetlen itteni megállási pontja, Ecser megállóhely a vonal állomásainak viszonylatában Rákoskert megállóhely és Maglód vasútállomás között található. Fizikailag a településközponttól néhány száz méterre délre helyezkedik el, közúti elérését belterületi utcák biztosítják.

## Története

### A történelem előtti idők
Ecser környékén az autóút építése miatt 2004 és 2006 között régészeti feltárásokat végeztek, több lelőhelyen is (Ecser 2., 6. és 7. lelőhely). A területeken a következő kultúrák nyomait találták:):
- kelták – edényégető kemence, kelta cölöpszerkezetes ház, kelta urna pajzsdudorral
- szarmaták – szarmata sír körárokkal, szarmata temetkezés, kőpakolásos szarmata sír, szarmata nő gyöngyökkel hímzett ruhaaljának maradványa és a temetéskor mellé helyezett edény, földbe mélyített szarmata ház kemencével, feltárt szarmata műhelykörzet, gödörbe fektetett szarmata nő csontváza, örlőkőpár, szarmata gödörből előkerült csontfésű, 5200 éves (!) szarmata telep, szarmata gödörbe dobált és temetett emberek csontváza
- avarok – aranyfülbevaló kora avar sírból, avar kőkemence egy malomkő töredékével
- szkíták – szkíta gödörtemetkezés
- rómaiak – Krisztus-monogramos római mécses

Ezekből a leletekből látható, hogy Ecser területe már a régebbi korokban is lakott volt, különösen a szarmata telep érdemel említést.

### A kezdetek
Ecser első írásos említése 1315. december 6-áról származik (Echer alakban), de valószínűsíthető, hogy a falu már évszázadok óta létezett. Az épülő M0-autópálya építése miatt régészeti feltárások során kelta, szarmata és őskeresztény emlékek kerültek a felszínre, ami a környék gazdag múltját tanúsítja. Nevét egy legenda szerint Árpád fejedelemtől kapta, aki a faluban megpihenve annak neve felől tudakozódott. Akkor még nem volt neve, így azt mondta, nevezzék el arról a cserfáról, amely alatt sátra állott. Így lett a falu neve Ecser. Egy másik elmélet szerint Árpád egyik fiától, Ecsellőtől (más forrásban Ézelő) származik a név.

### A középkorban
A középkorból kevés írásos emlék maradt fent a faluról, főképp birtokfoglalási oklevelekben fordul elő Ecser neve (1325. október 11., 1344. április 13., 1396. május 16., 1399. augusztus 22. – ez utóbbiból tudható meg, hogy akkor már volt a falunak temploma, számottevő jobbágyközösséggel bíró középkori falu volt). A 14–15. században a falu az Ecseri család tulajdonában volt. 1454-ben Ecser Sáfár Tamás halála után, a fiú utód nélküli család elveszítette Ecsert, a tulajdonjog visszaszállt a királyra. V. László a falut Pozsonyi Tamásnak és Zágrábi Szilassy Györgynek adományozta a török harcokban tanúsított hősiességükért. 1471-ben a település Ecseri Demeter tulajdona volt (a budai káptalan egyik levele szerint). Ő Ecseri István diáknak adta el birtokát. 1497 és 1514 között Ecser Pest város bírájának, Szegedy Pálnak a tulajdonában volt. A 16. század elején azután a falu Dabasi Isthy Péter tulajdona volt.

### A török időkben
A falu a török megszállásig létezett, de Buda török kézre kerülése (1541) után fokozatosan elnéptelenedett. A falu a budai vilajethez tartozott, azon belül is a budai szandzsákhoz. Az 1546-ban a törökök által készített adóösszeírásban (azaz defterben) Ecsert már nem, 1552-ben pedig üres faluhelyként említik. Az ecseri lakosok valószínűleg a környékbeli falvakban telepedtek le, mert az Ecseren lévő telkeket (Rákos)Csaba lakói művelték. Az üres falu tulajdonviszonyairól tudható, hogy a falu birtokosa 1559-ben Gázi timár, 1559 és 1562 között Dur Ali szandzsákbég, 1580 és 1590 között pedig Hizir Bin Ali Pasa budai beglerbég. Az Ecsert még magáénak tudó magyar uralkodó, III. Ferdinánd 1655-ben a Mocsáry családnak, majd Vámosi Istvánnak adományozta.

### Újrakezdés
A 17. század végén a néptelen falu Verlain János budai kamarai inspektor birtokába került. Az első ecseriek 1699-ben jelentek meg újra a faluban, akkoriban az adóösszeírások szerint már 11 család élt itt. 1701-ben már 46 család élt Ecseren (19 jobbágy- és 27 zsellércsalád). A Rákóczi-szabadságharcban (1703–1711) kilenc ecseri vett részt, őket név szerint is ismerik:
| Fábich Miklós Fábich János Horváth János Kubis János Zelenka Tamás | Szabó Márton Szücse Tóbiás Murányi János Orácska György |  |

1711-ben a faluban ismét kevesebben éltek, a 46 család helyett már csak 11 család. A fentebb említett 9 ecseri közül 3 neve Tótkomlós első telepesei között bukkan fel (Kubis, Zelenka, Orácska), tehát egyfajta elvándorlás volt jellemző. Az 1700-as évek elején a falu földesura Svajdler Antal, Svajdler Gábor (1716 körül), majd Grassalkovich Antal (1722-től) tulajdonában volt, ekkor kezdődött a szlovák telepesek Ecserre hozatala, ennek köszönhető ma a szlovák kisebbség megléte (a falu szlovák kisebbségi önkormányzattal is rendelkezik, szlovák neve Ečer). 1715-ben 11 család (8 jobbágy-, 3 zsellércsalád) van tehát Ecseren, a következő (főképp szlovák nevű) családfők kerültek akkor az adóösszeírásokba (latinosan):
| Martinus Blanar Adamus Toth Joannes Sliechovszky Ladislaus Gresko Laurentius Petro Andreas Bili | Andreas Haidu Michael Straszeniczky (?) Georgius Mikuts Martinus Mali Paulis Vninszky |  |

1728-ban már 33 család élt Ecseren, köszönhetően a tudatos betelepítéseknek is, 1730-ban 50, 1744-ben 79, 1760-ban már 87 család. 1735-ben kezdték el építeni a Páduai Szent Antal tiszteletére szentelt római katolikus templomot, amely a plébániával 1740-re készült el az első iskolával együtt. 1804-ben 113 család lakott Ecseren, 1826-ra ez a szám 98-ra csökkent, majd 1841-re 128-ra nőtt.
A 19. század eleji lakosságszámának változásáról tudjuk:
| 1836                                               | 1838 | 1839 | 1840 | 1841 | 1842 |
| -------------------------------------------------- | ---- | ---- | ---- | ---- | ---- |
| 612                                                | 614  | 631  | 651  | 657  | 735  |
| Az Ecser Római Katolikus Egyház összeírása szerint |      |      |      |      |      |

1831-ben, 1836-ban és 1848-ban kolera pusztított a faluban. 1843-ban Fényes Elek a magyar községekről szóló művében ezt írta Ecserről:
„Ecser tót falu. Pesthez keletre 2 mérföld. 649 katholikus lakosa, katholikus parochiája és temploma van. Dombos határa homokos, de jó rozsot és bort terem: rétjei szépek, erdeje kevés.”

### A szabadságharctól a 19. század végéig
A szabadságharcba Ecserről ismét többen csatlakoztak, sőt 1849 áprilisától 19 napig a forradalmi csapatok bal szárnya a település északi, dombos részén foglalt helyet. Mivel az ecseri honvédek Pestre voltak besorozva, a falusi elöljárók Haynau hivatalnokainak nem jelentették a helyi illetőségű honvédeket. Egy 1876-ban kelt írás szerint Ecserről akkor 43 nemzetőr állt be a seregbe.
Grassalkovichék uradalma után 1851-ben a görög felmenőkkel rendelkező Sina Simon tulajdona lett a falu, aki néhány év múlva eladta azt a Szontágh családnak. 1874-ben a család eladta a falut a Banque de Credit Fonciere et Industriel Andreas Dumonceau et Comp. brüsszeli banknak. A folyamatos birtokértékesítések folyamán még abban az évben a falu nagy része a lakosság tulajdonába került. 1877-ben írták Ecserről: „Ecser, kevés magyarral vegyült tót község… Házai a templomot és a paplakot kivéve földből vert falúak és zsúptetősek. A hatvanas években szépíttető bizottság állíttatott fel: de ez sem volt képes csinosabb és rendesebb építkezést létesíteni.” 1881-ben a szomszédos Maglód állomással került Ecser közelébe a vasút. 1886-ban a templom mellett megépült a második iskola is, amit az 1990-es években bontottak le. A 19. század végén az iskoláztatás nyelve Ecseren a szlovák volt. 1889-ben a falu plébánosa, Matejka Vilmos fontosnak tartotta, hogy hívei, azaz a falu lakosai magyarul imádkozzanak (beszéljenek), ezért lefordíttatta Nábozny vylevy című imakönyvét magyarra. A 20. század elején született emberek már mind magyarul, de akadtak még olyan idősebb emberek is, akik csak szlovákul beszéltek.
1888-ban a templom és a plébánia épülete olyan romlott állapotban volt, hogy a miséket be kellett szüntetni (az ideiglenesen felszentelt iskola épületében tartották őket). 1891-ben a templom tornya középen az alapig megrepedt, és anyagi okokból a későbbi felújítás során magassága egy méterrel csökkent.
Ecsernek 1896-ban, a millennium évében mintegy 1500 lakosa volt (a Magyarország Vármegyéi és Városai című könyv szerint). 1899-ben helyi tűzoltóságot szerveztek. 1900-ban a lakosság pontos száma 1145 fő volt.

### A 20. században
| Ecser lakossága |

Az 1888 óta a környéken lévő vasút mentén 1908-ban a képviselő-testület kérvényezte a Magyar Királyi Államvasutaktól egy mellékvágány vagy egy rendes kitérő állomás megépítését.
1911. július 8-án kisebb földrengés rázta meg a környéket. 1914 óta van telefon Ecseren. A templom renoválása abban az évben be is fejeződött.
Mindkét világháborút megszenvedte a falu lakossága. Az első világháború áldozatairól a templom bejárata feletti tábla, míg a második világháború áldozatairól a templom melletti park emlékműve emlékezik meg.
Az 1919-es kommunista hatalomátvétel után falusi munkástanács alakult Ecseren is, majd az ősszel történt újabb politikai fordulat után visszatért a régi képviselő-testület. 1928-ban mozi nyílt a faluban, Maszló József kocsmáros működtetésével. A villanyt az 1930-as évek elején vezették be a faluban. 1936-ban a Belügyminisztérium egyesíteni akarta Ecsert a szomszédos Maglóddal. A képviselő-testület tiltakozott, a jelentős eltérésekre, főképp a vallási különbségre hivatkozva (Ecser katolikus, míg Maglód főképp evangélikus lakosságú), ami miatt a két település lakosai nem házasodtak a másik faluból, de a két község között húzódó völgy is gátat képezett az egyesítésben (ma ugyanitt az M0-autópálya akadályozná az esetleges egyesítési törekvéseket). 1976-ban ismét napirendre került a kérdés, de a nagymértékű ellenállás és aláírásgyűjtés hatására nem valósult meg akkor sem. 1939-ben Ecseren 1855 fő lakott.
A második világháború vége felé Ecseren szállt meg halála előtt a magyarországi származású Steinmetz Miklós, a Vörös Hadsereg kapitánya. Kocsija a szomszéd település, Vecsés határában aknára futott, a szocializmusban sulykolt német legéppuskázásával szemben. Először Ecseren, majd pár év múlva máshol temették el. A főváros közelsége, és Ferihegy (akkor még nem olyan jelentős) reptere miatt a környéket számos bombázás érte.
Ecseren is éltek zsidók, őket is érintették a második világháború zsidóellenes intézkedései. 1920-ban 12 zsidó család volt Ecseren. Több vállalkozásuk volt: a Garzó család vegyeskereskedése, a Neumann család fűszerüzlete, a Hartmann-hentesbolt és Kleinék péksége. A deportálások után senki sem tért vissza a községbe.
Mivel Ecser részben szlovák falu volt, a háború utáni csehszlovák-magyar lakosságcsere is érintette. 1947-ben itt is megkezdte működését az ügyben felállított Csehszlovák Áttelepítési Bizottság. A kitelepítésekről nincsenek pontos adatok, a visszaemlékezések alapján 20-25 család távozott Szlovákiába. A Pozsonyhoz tartozó Főrév kerületben találtak új otthonra, hosszú ideig – szokatlan módon – egy tömbben maradva. A helyükre felvidéki magyarok érkeztek.
Az 1956-os forradalom idején Ecseren nem történt jelentősebb rombolás vagy vérengzés, utána is csak három főt vontak felelősségre.
1959-ben az 52 éve lezárt régi temető helyén új iskola építésébe fogtak, amelyben 1960-ban el is kezdődhetett a tanítás.
Akkor a falu lakossága 2110, 1970-ben pedig már 2633 fő volt. Ez a növekedés a főváros közelségének volt köszönhető. A lakosság lélekszáma 1976-ban lépte át a 3000-et. A község egyik legjelentősebb ipari létesítménye akkoriban a Rubik-kockákat is gyártó Politoys volt. Mára szinte Budapesttel határos lett a fokozatos építkezések miatt. A 2000-es évek elején a település lakossága úgyszólván harmadával megnövekedett, amikor felparcellázták az Ecser és Pest közötti Kálvária-dombot, ahol Kálvária lakódomb néven lakónegyed létesült. Érdekessége, hogy ecseri vonatkozású utcanevek kerültek oda, mint például a Mikla Pálról elnevezett utca. (1925-től ő volt Ecser plébánosa, s 1945-ben a Gyömrő környéki gyilkosságokat elkövető kommunista „rendőrök” kegyetlenül megkínozták és kivégezték.)
Ecserben a 21. század küszöbén több különböző nemzetiségű lakos talált otthonra. Laknak itt a magyarok és szlovákok mellett görögök, bolgárok, finnek és lett származású emberek is.

## Közélete

### Polgármesterei
| Időszak   | Polgármester   | Párt      | Megjegyzés |
| --------- | -------------- | --------- | ---------- |
| 1990–1994 | Harazin István | független |            |
| 1994–1998 | Harazin István | független |            |
| 1998–2002 | Harazin István | független |            |
| 2002–2006 | Harazin István | független |            |
| 2006–2010 | Harazin István | független |            |
| 2010–2014 | Gál Zsolt      | független |            |
| 2014–2019 | Gál Zsolt      | független |            |
| 2019–2024 | Gál Zsolt      | független |            |
| 2024–     | Gál Zsolt      | független |            |

## Népesség
A település népességének változása:
| Lakosok száma | 3624 | 3598 | 3846 | 4098 | 4315 | 4114 | 4092 |
|               | 2013 | 2014 | 2018 | 2021 | 2022 | 2023 | 2024 |

A 2011-es népszámlálás során a lakosok 86,7%-a magyarnak, 6% szlováknak, 0,7% németnek, 0,5% románnak, 0,4% cigánynak, 0,3% görögnek vallotta magát (13,2% nem nyilatkozott; a kettős identitások miatt a végösszeg nagyobb lehet 100%-nál). A vallási megoszlás a következő volt: római katolikus 36,6%, református 9,6%, evangélikus 2,2%, görögkatolikus 1,4%, felekezeten kívüli 15,9% (31,3% nem nyilatkozott).
2022-ben a lakosság 92,3%-a vallotta magát magyarnak, 5,4% szlováknak, 0,8% németnek, 0,7% románnak, 0,4% cigánynak, 0,2% lengyelnek, 0,1-0,1% horvátnak, görögnek, örménynek, bolgárnak és ruszinnak, 4,5% egyéb, nem hazai nemzetiségűnek (7,5% nem nyilatkozott; a kettős identitások miatt a végösszeg nagyobb lehet 100%-nál). Vallásuk szerint 25,7% volt római katolikus, 8,4% református, 1,8% evangélikus, 1,1% görög katolikus, 0,3% ortodox, 0,2% izraelita, 2,8% egyéb keresztény, 0,5% egyéb katolikus, 19,4% felekezeten kívüli (39,6% nem válaszolt).

## Gazdaság és ipar
2009-től Ecser határában egy ferihegyi logisztikai központ épült, amely kihatással van Ecser és környéke addigi életére is, ezzel együtt fejlődött a közlekedése is.

## Nevezetességei

### A templom
A falu szlovák múltját mutatja, hogy a legrégebbi részének, a templom és környékének a neve Gyegyina (szlovákul dedina – Falu). Ecser egyetlen műemléki védelem alatt álló épülete az 1740-ben épített barokk stílusú római katolikus templom. Építését 1735-ben kezdték meg. Az 1880-90-es években használhatatlan volt, annyira megrongálódott, végül is csak 1911 végétől használhatták újra. tornya az anyagi eszközök hiányában egy méterrel rövidebb lett, mint korábban.

### Ecseri lakodalmas és a népviselet

Ecseri népviselet (1900 körül)

A templomon kívül a falu az ecseri lakodalmi szokások által ihletett Ecseri lakodalmas című nemzeti táncjátékáról, amelyet Rábai Miklós koreográfus alkotott és a helyi népviseletéről híres. Már a 19. század közepén kitűnt Ecser a környező falvak közül gazdag népviseletével. A lányok és asszonyok temérdek szoknyát viselnek, fejdíszük is díszes, de ez nem volt mindig így. 200 évvel ezelőtt még hosszú, sötét árnyalatú szoknya jellemezte a helyi asszonyok viseletét, amely már akkor is keményítve volt. Ehhez magas nyakú blúzt, kék és fekete kötényt viseltek. A vállukon nyáron díszes brokát kendő volt, télen meleg ún „berliner” (kendő). A vállkendőhöz slingelt ujjú inget vettek fel. A szoknya hossza a 20. században lett rövidebb, a blúz nyakán megjelent a gallér, és a vállkendő helyett keményített fehér rojtos kendő volt az asszonyok vállán. A század közepétől már megjelentek a minták is. a hímzett ingujj és a pruszlik az ecseri népviselet jellegzetes darabjai lettek.
Ecseri lakodalmas címmel film is készült 1952-ban, amelyet a faluban forgattak, rendezője Kalmár László, operatőre Badal János volt. A Rábai Miklós által koreografált tánccal a világ több táján sikerrel léptek fel. Tiszteletére vette fel a helyi művelődési ház a nevét. Az egyik legszebb dal a lakodalmas csokorból Az ecseri kertek alatt című dal.
| Az ecseri kertek alatt Aj ja ja ja ja ja ja Folyik a Szerelem-patak Aj ja ja ja ja ja ja ja ja ja Aki abból sokat iszik Aj ja ja ja ja ja ja Babájától elbúcsúzik Aj ja ja ja ja ja ja ja ja ja | Hát én nem ittam belőle Aj ja ja ja ja ja ja Mégis elbúcsúztam tőle. Aj ja ja ja ja ja ja ja ja ja |  |

## Sportélete
- Az Ecseri SE-nek több szakosztálya is van, pl. labdarúgó, súlyemelő.
- Az ecseri tekések szép sikereket értek el. [forrás?]
- Az ecseri Rovó Richárd karatéban a dél-afrikai junior világbajnokságon súlycsoportjában első helyezett lett.

## Vallási élet

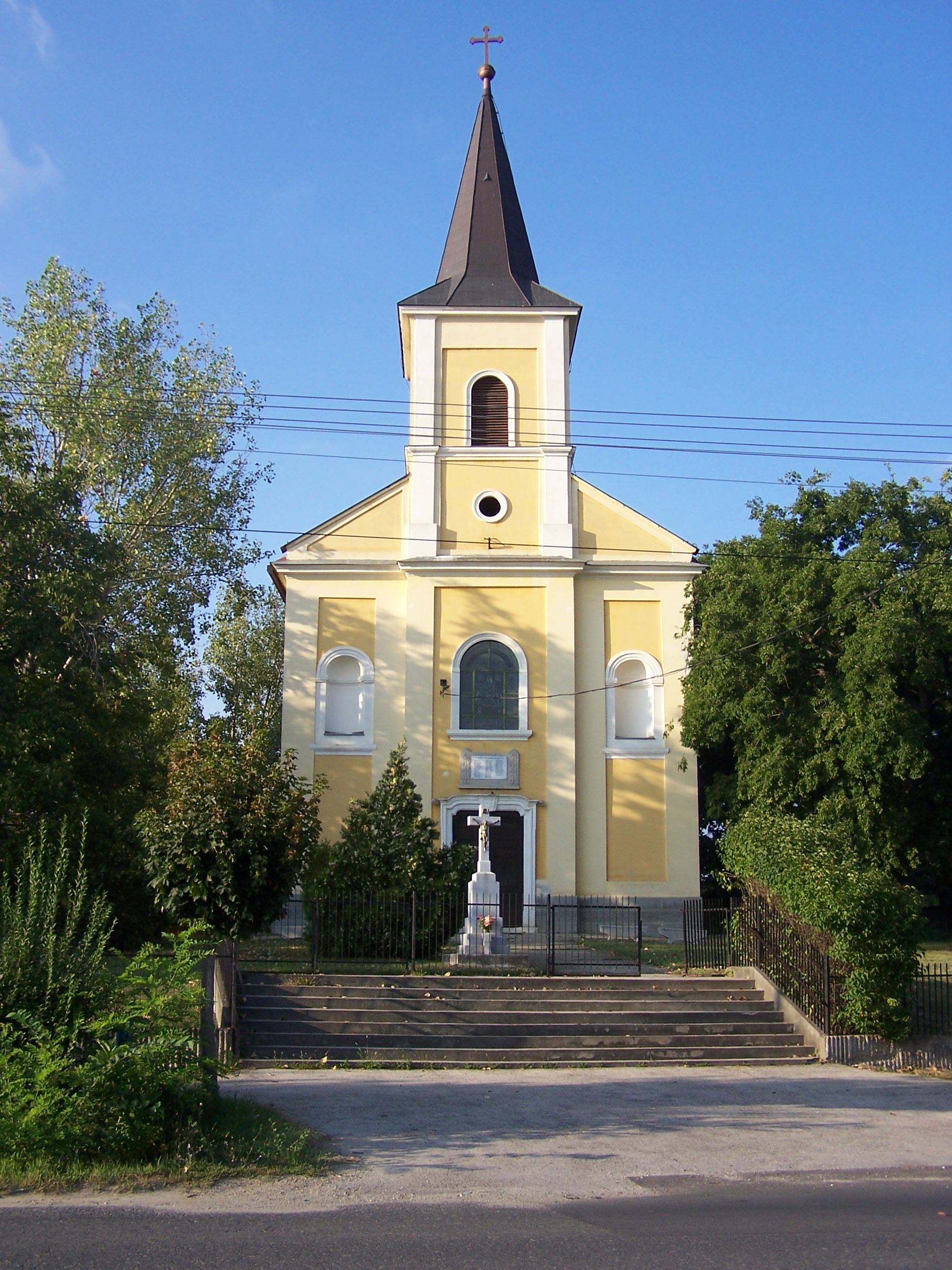
Az ecseri római katolikus templom

### Katolikusok
A falu a 18. századi újratelepítése óta főképp katolikus település volt. Egyetlen temploma is római katolikus, a Páduai Szent Antal tiszteletére szentelt templom. A plébánia 1738 óta vezeti anyakönyveit. Az általános iskola az államosításig katolikus egyházi iskola volt. 1991 óta a vallásos fiatalok újból összegyűlnek, néhány éve újra van Oltáregylet is.

### Reformátusok
A reformátusok az 1960-as, 1970-es években telepedtek meg Ecseren. A református hívők a szomszédos maglódi gyülekezethez tartoznak, oda járnak templomba is. Az ecseri szórvány értékét jellemzi, hogy a maglódi gyülekezet második embere, a presbitérium elnöke ecseri.

### Evangélikusok
Az evangélikus közösség is később települt be Ecserre, s a maglódi evangélikus gyülekezethez tartozik. Jelenleg mintegy 30 evangélikus család él Ecseren.

### Görögkatolikusok
A görögkatolikus családok az 1960-as években kerültek Ecserre, számuk nem nagy. Korábban a helyi római katolikus templomba jártak, ma már sajátjukba, Rákoscsabára.

### Zsidók
Ecseren a második világháború idejéig éltek zsidók, napjainkban – ha vannak is – számuk elenyésző.

## Híres ecseriek

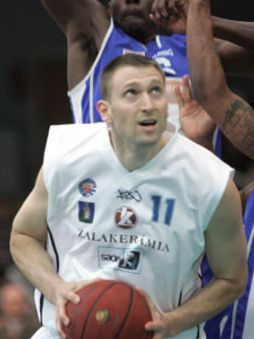
Trepák Zoltán

### Ecseren születtek vagy itt élnek
- Дeva (Takács Dorina) - zenész, énekesnő[26]
- Ecseri József (sz. Ecseren, 1945. május 5.) – Ausztráliában élő igazgató
- Szever Pál – a Juventus Rádió volt programigazgatója, a Class FM zenei igazgatója
- Dr. Újhelyi Károly (sz. Ecseren,[27] 1911. május 1.) – immunológus, Kossuth-díjas (1948) orvos
- Ujhelyi József (sz. Ecseren, 1910. május 4.) – botanikus (†1979)
- Lelesziné Tarnai Irén (sz. Ecseren,[28] 1948. november 7.) – festőművész
- Trepák Zoltán – válogatott magyar kosárlabdázó
- Tatár Dóra – Podmaniczky-díjas iparművész
- Risto Junttila – finn vállalkozó (Finnrelax)
- Zalavári Miklós (Ecser, 1929 – Budapest, 1981. február 3.) festő
- Tóth Bence – "Le Fou Du Village"-díjas labdarúgó[29]

### Ecserhez kapcsolódó egyéb személyek
- Steinmetz Miklós (1913–1944) – parlamenter utolsó éjszakáját Ecseren töltötte, majd először itt is temették el.[10]
- Rábai Miklós – az Ecseri lakodalmas „atyja”

## Érdekességek
- Ecser névvel több helység szerepelt a régi magyar térképeken, az egyik legismertebb Szentes mellett volt, ahol az ecseri templomrom is áll.
- Az „ecseri piac” nem Ecseren található, ahogy azt sokan gondolják, hanem Budapesten, előbb az Ecseri, ma a Nagykőrösi úton.
- Ugyanígy az Ecseri tekercsek című film sem Ecserhez köthető, hanem a piachoz.

## Képek

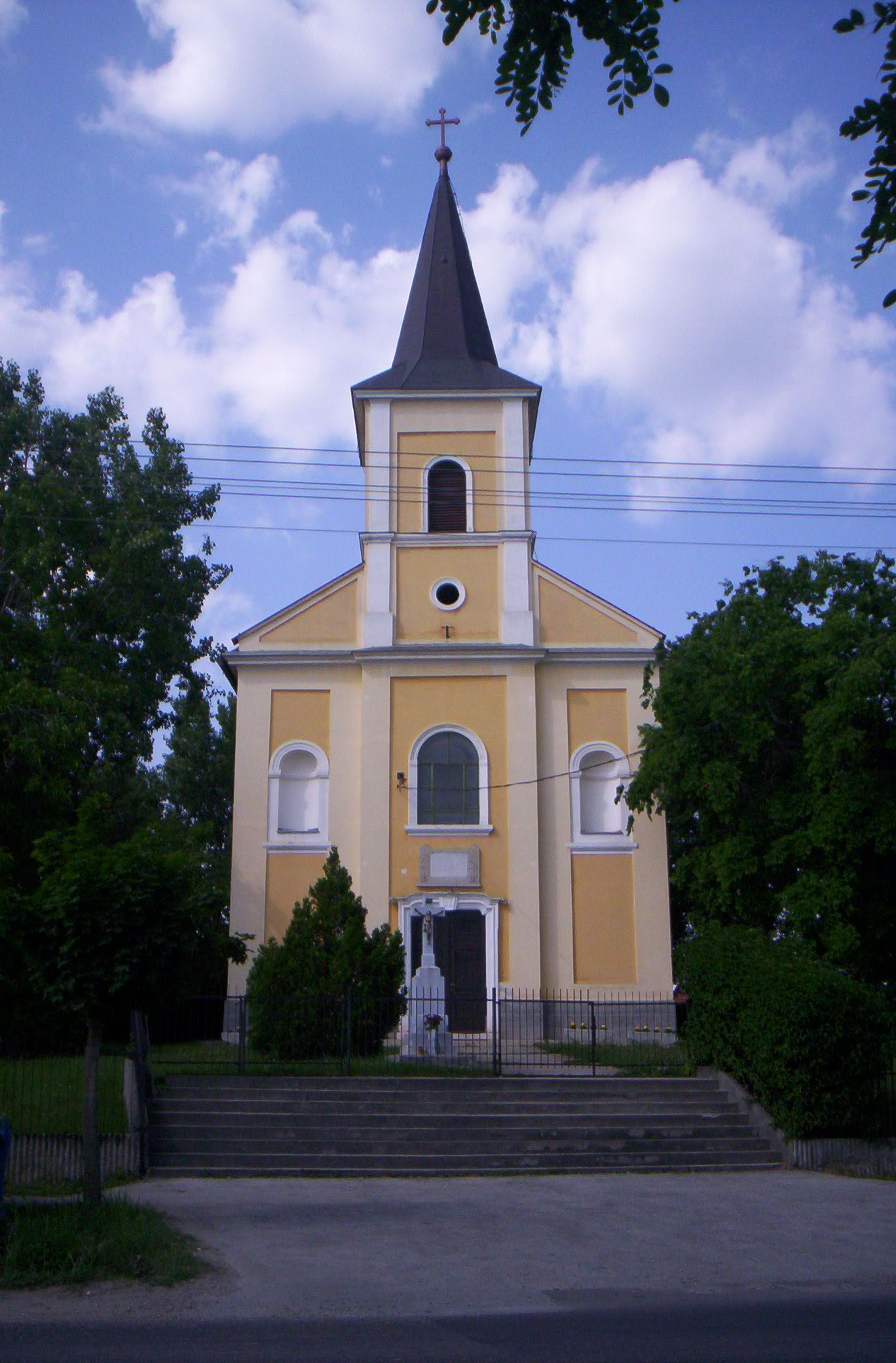
A Páduai Szent Antal katolikus templom
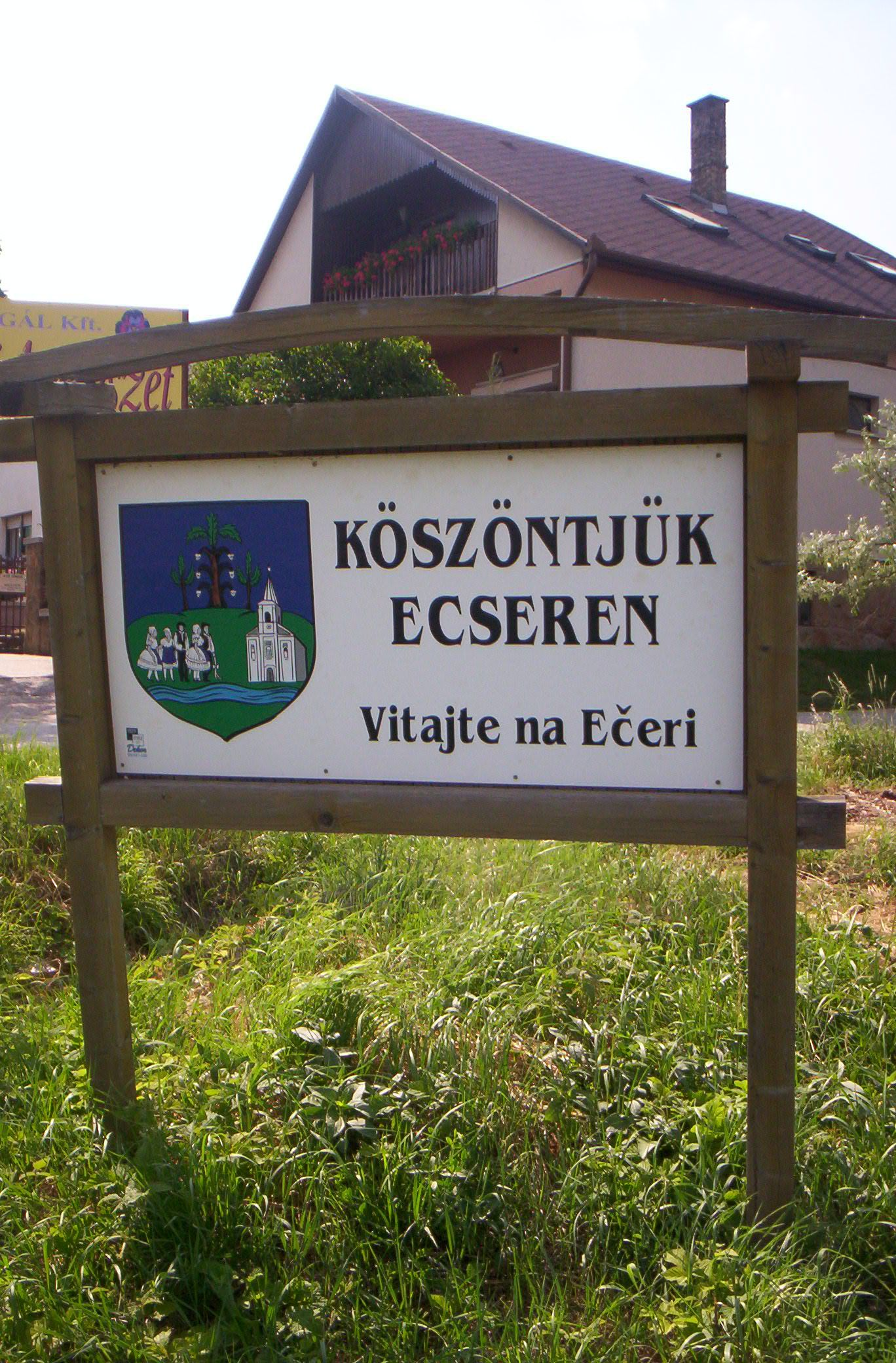
A kétnyelvű tábla a falu határában
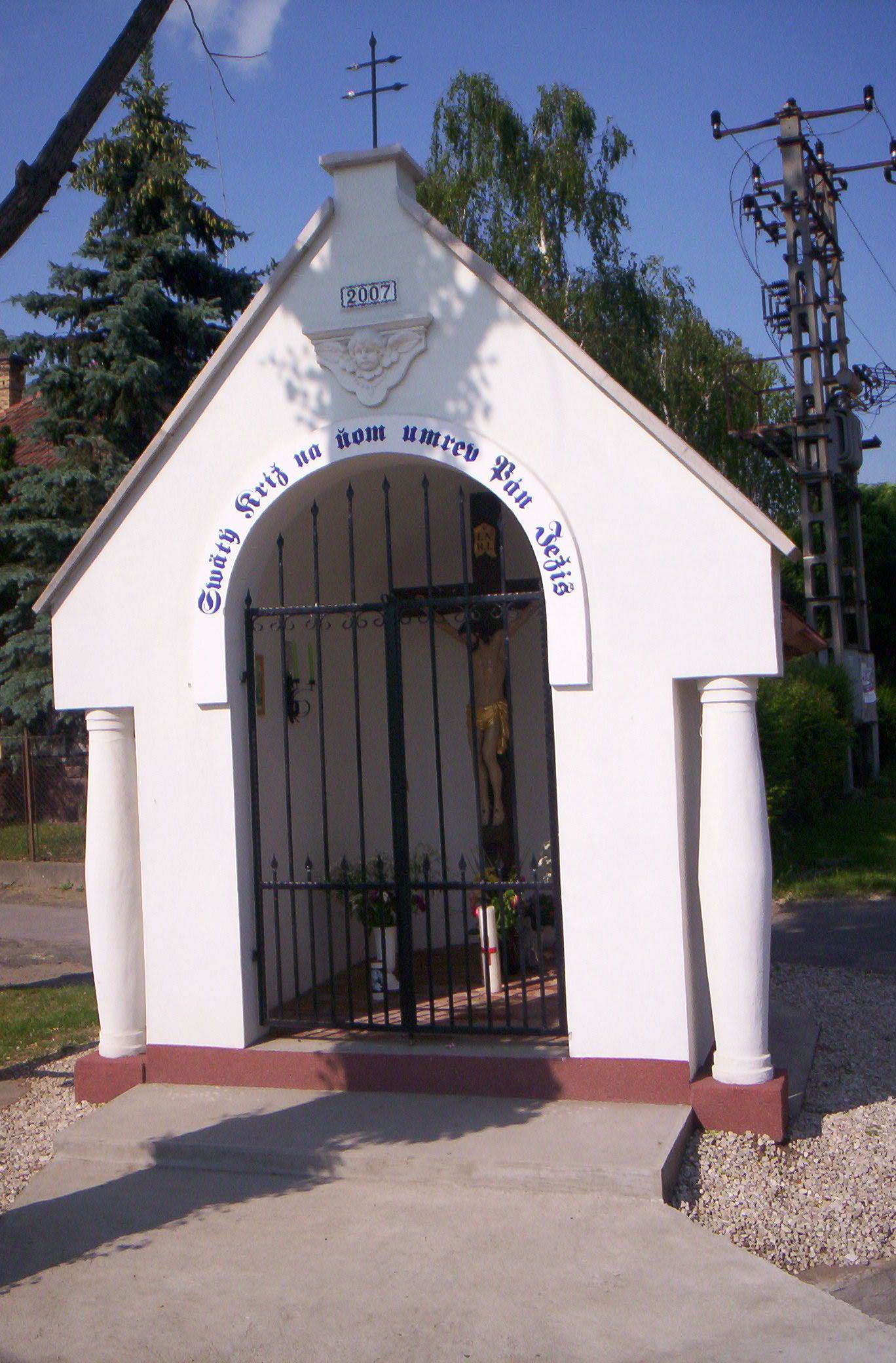
A szlovák kápolna a városháza előtt
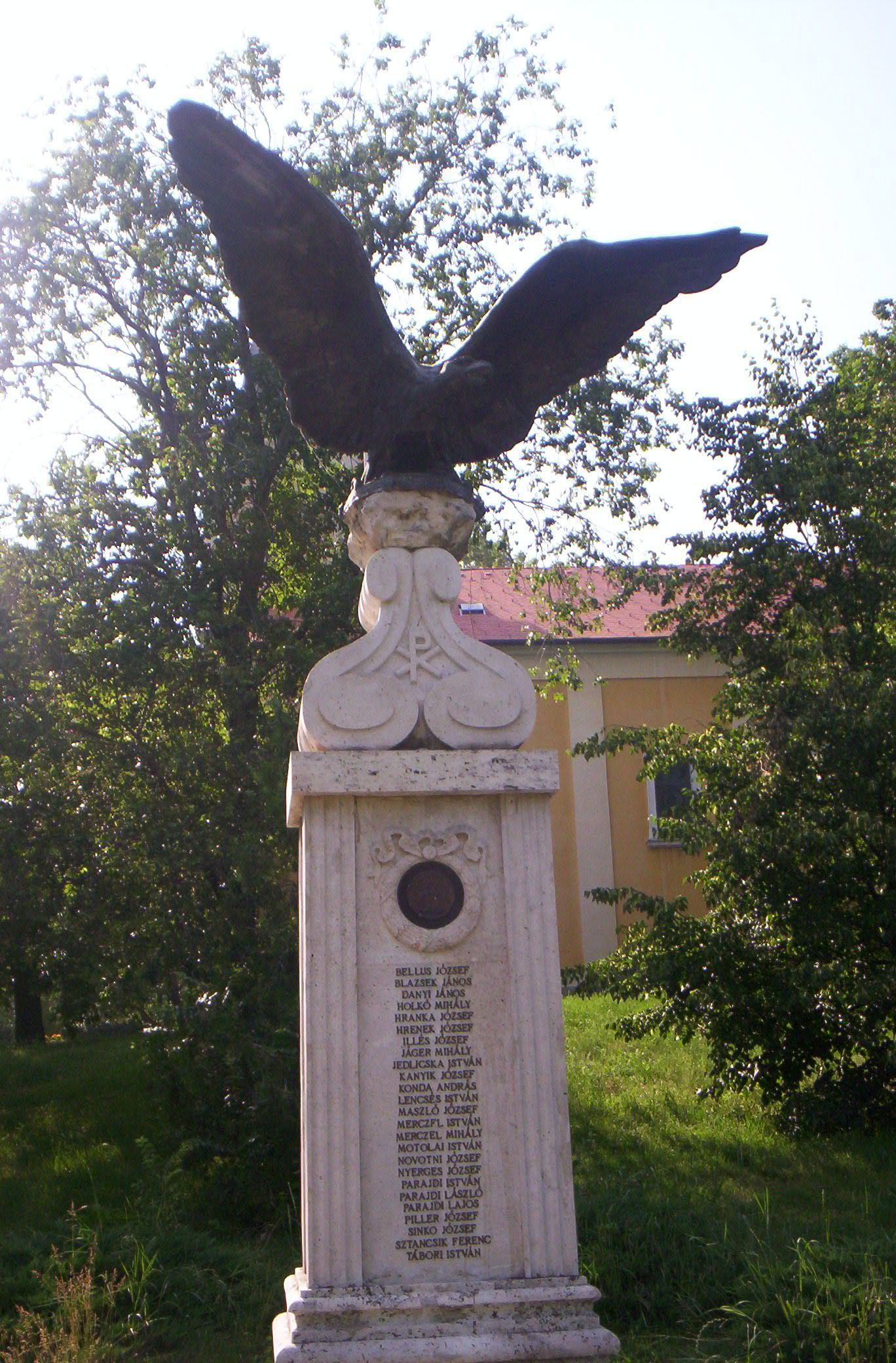
A második világháborús emlékmű a templom mellett
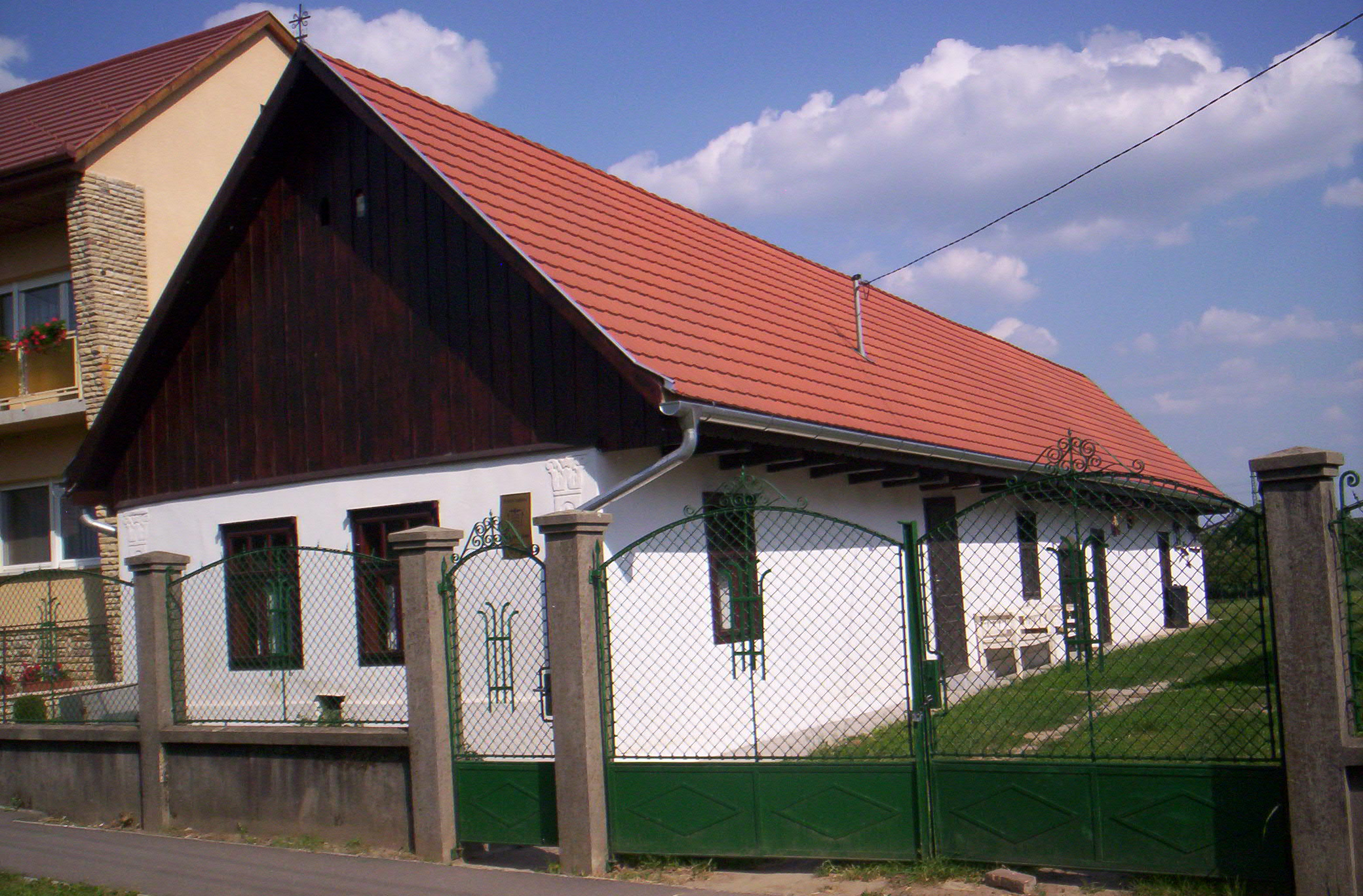
A faluház
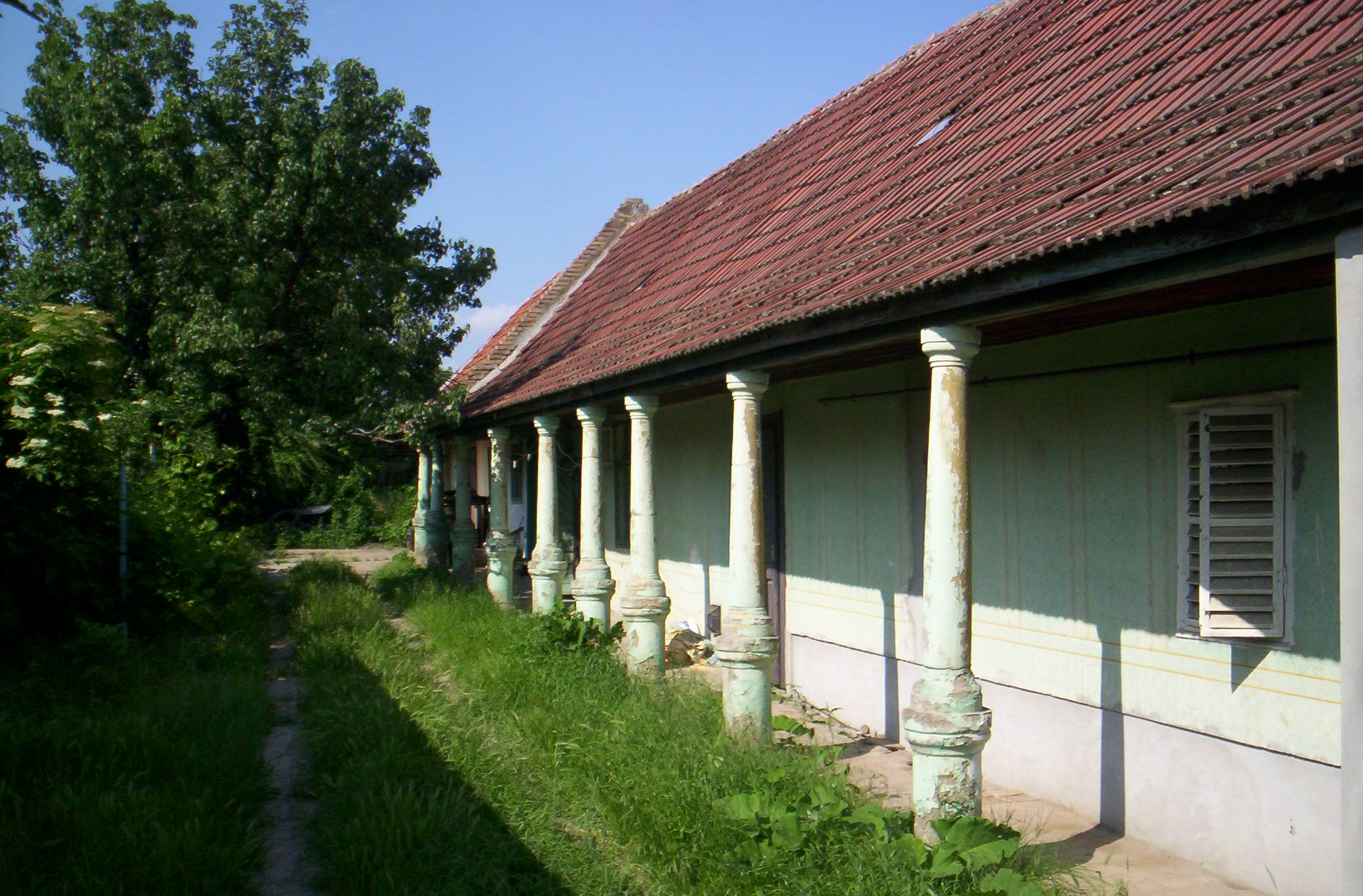
Egy régi ház portája
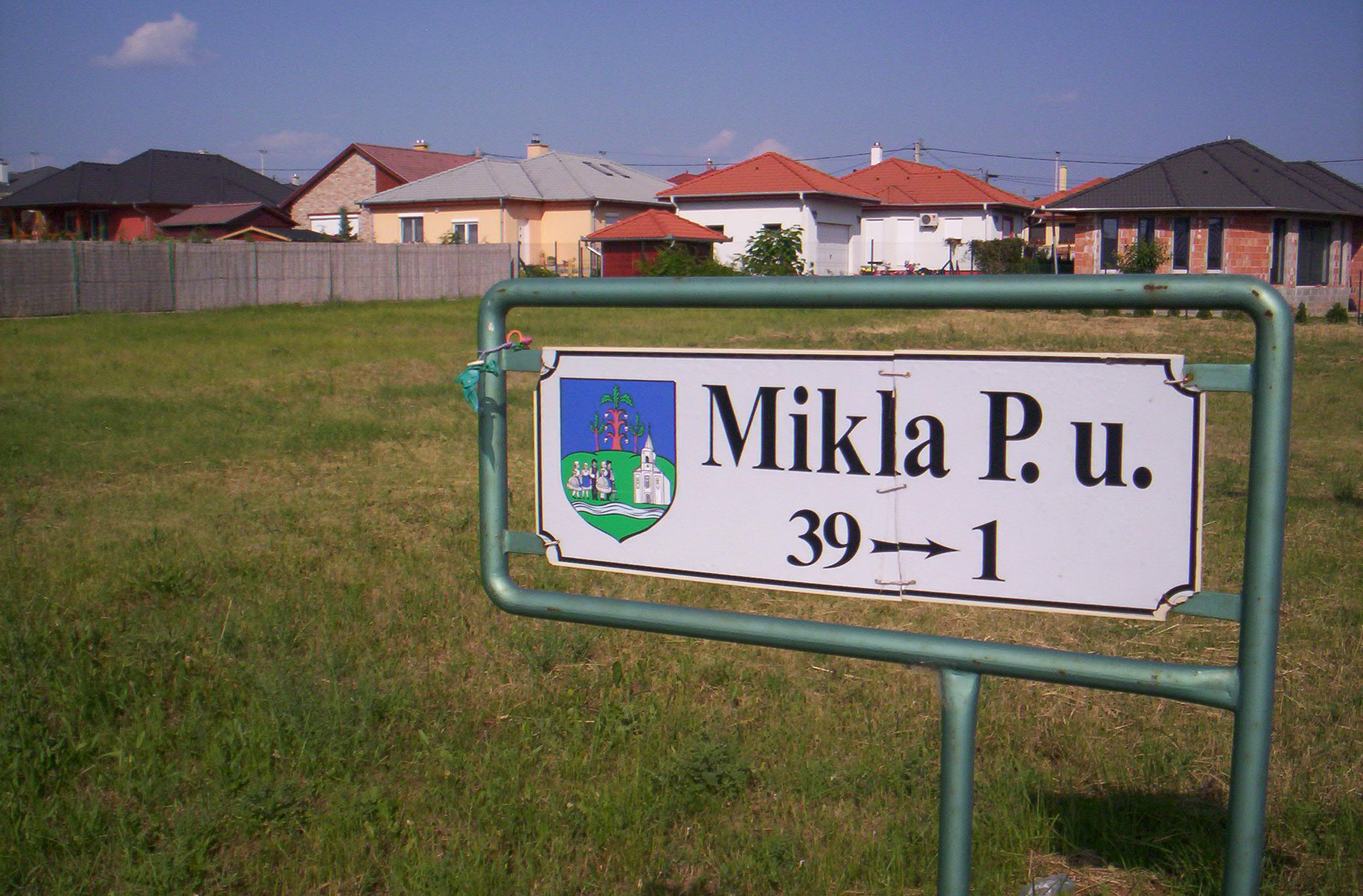
Egy ecseri utcatábla, a Kálvária-lakódombon
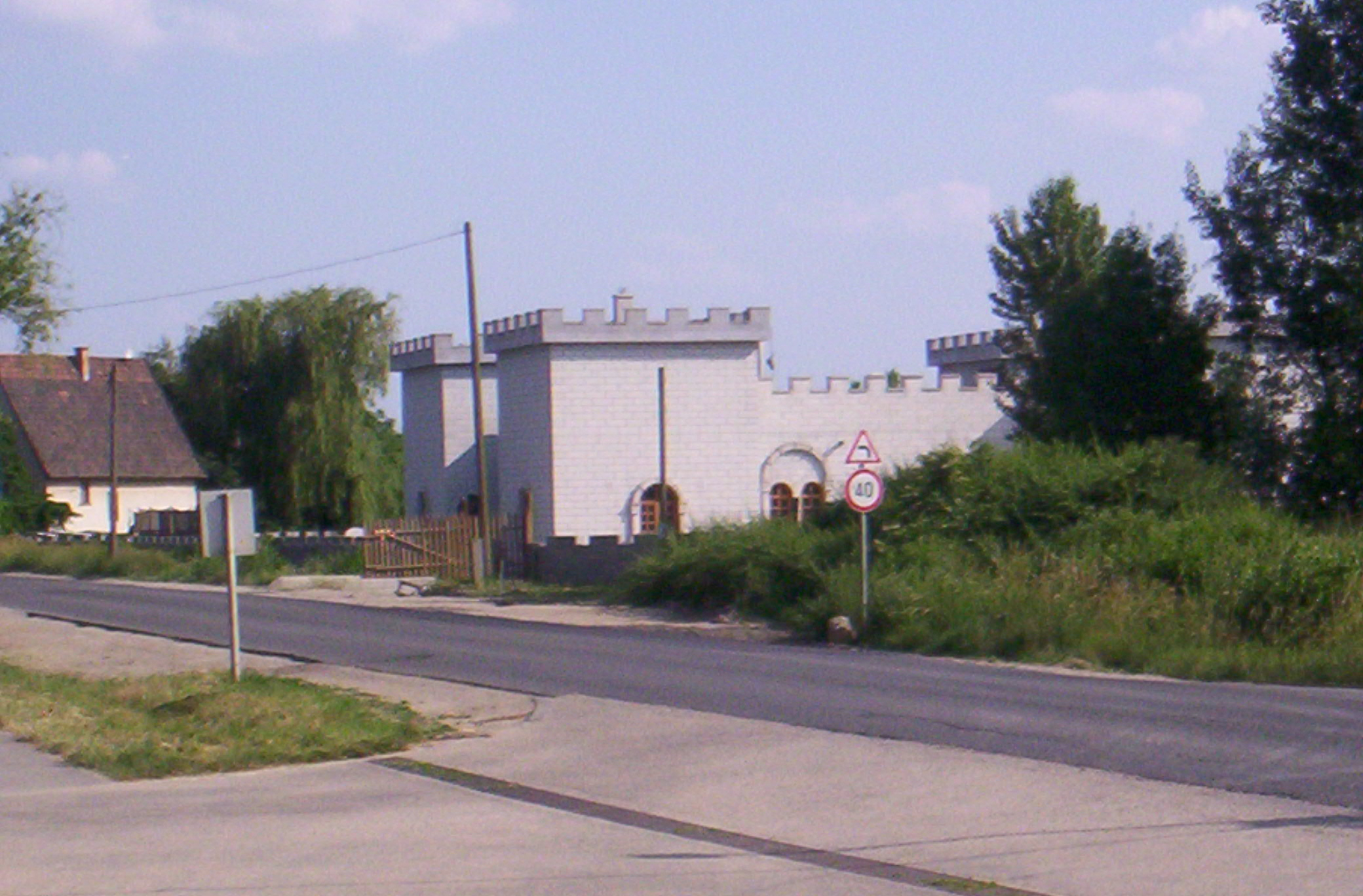
Az ecseri „vár”
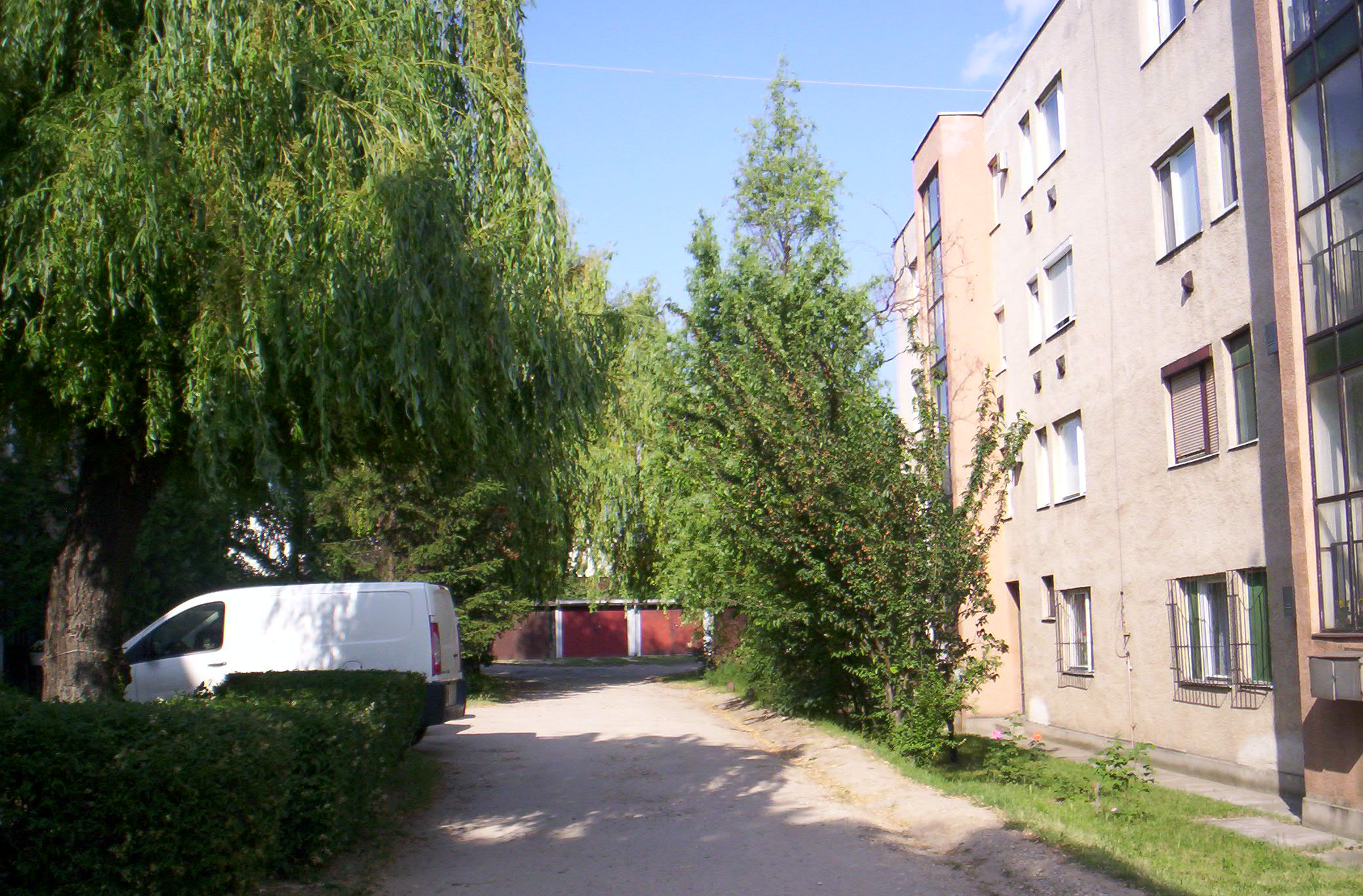
Az egyik ecseri lakótelepen
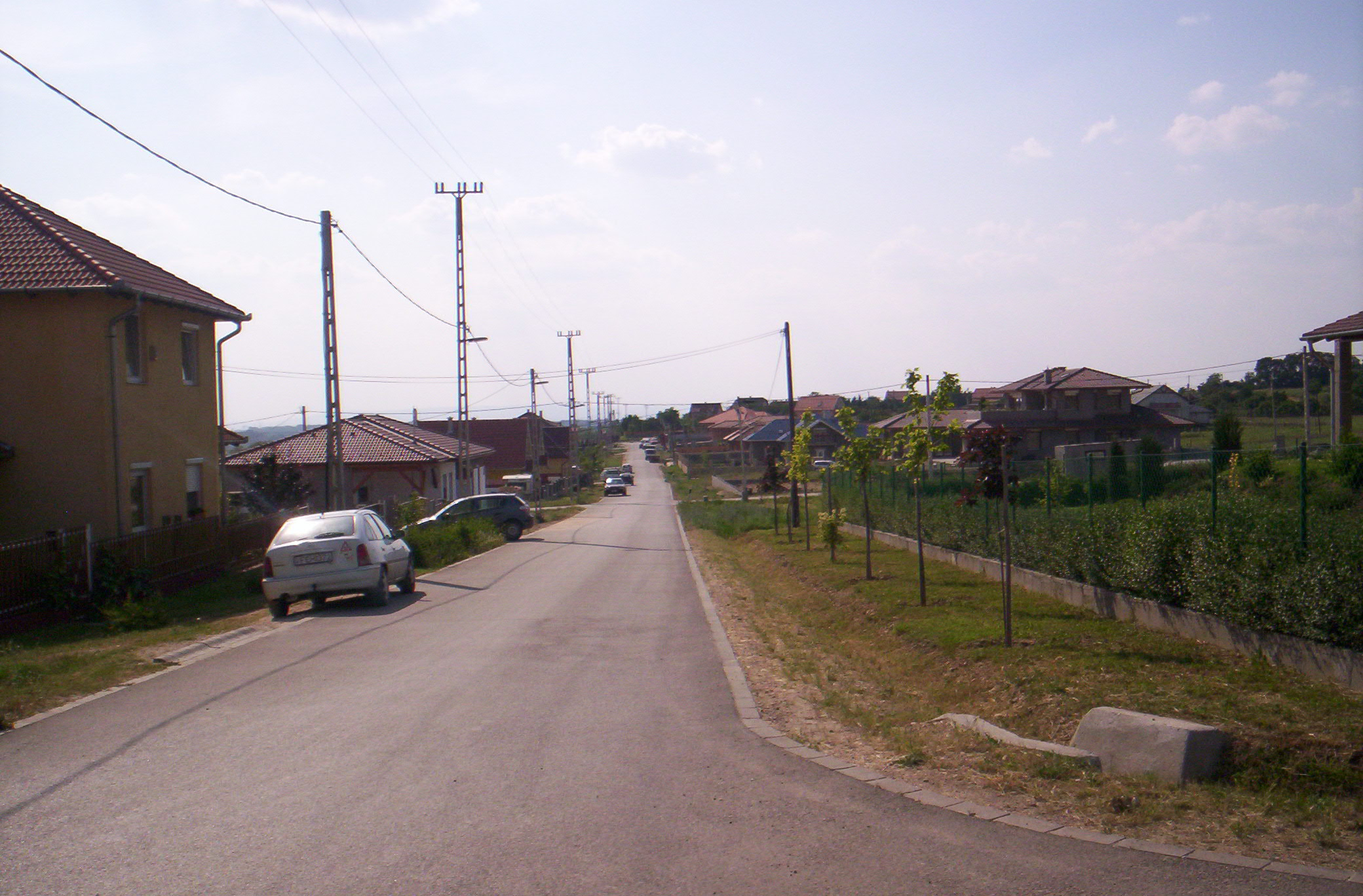
Kálvária-lakódomb, Ecser legfiatalabb része
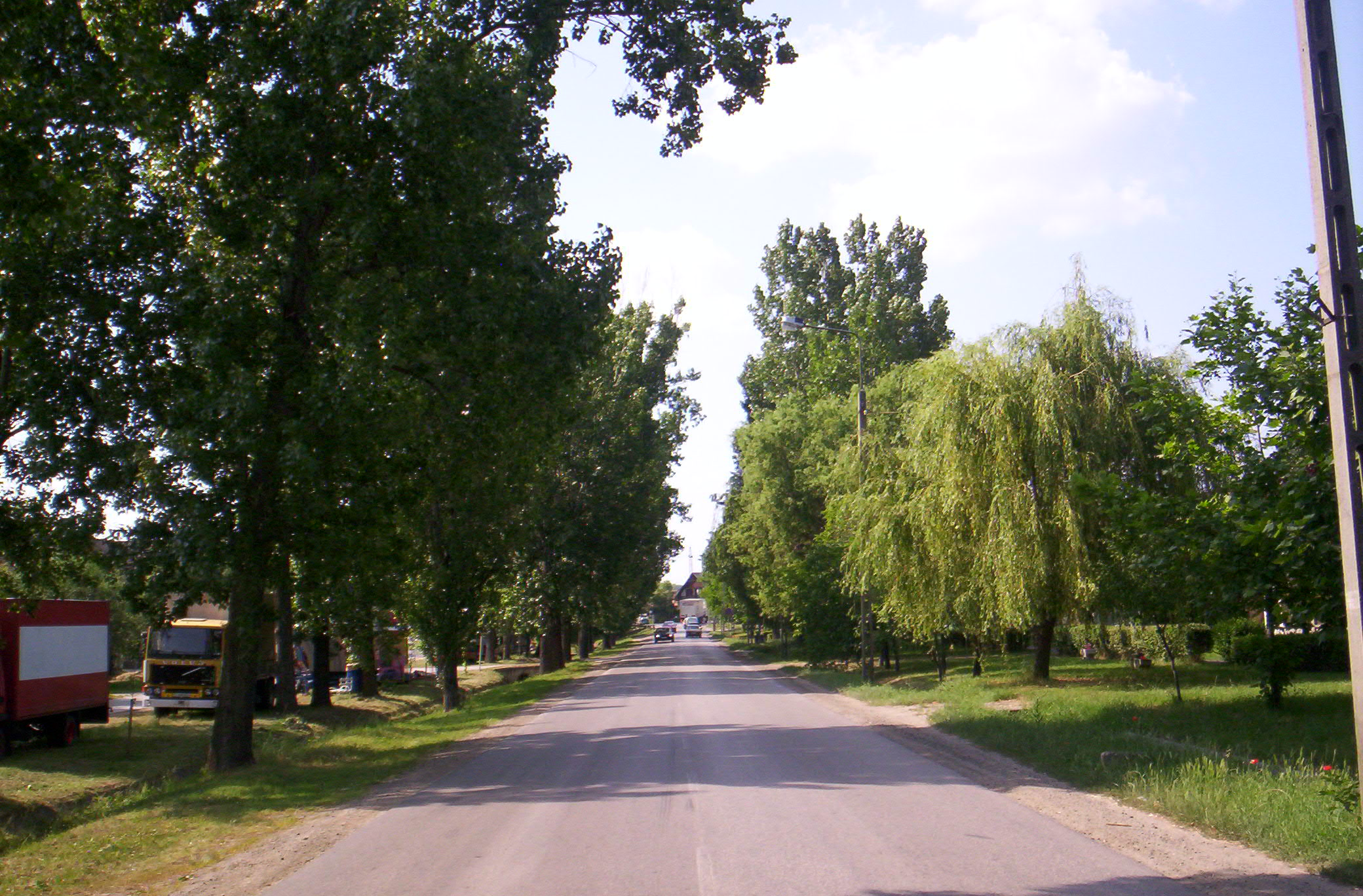
Ecser egyik főutcája, a Széchenyi utca
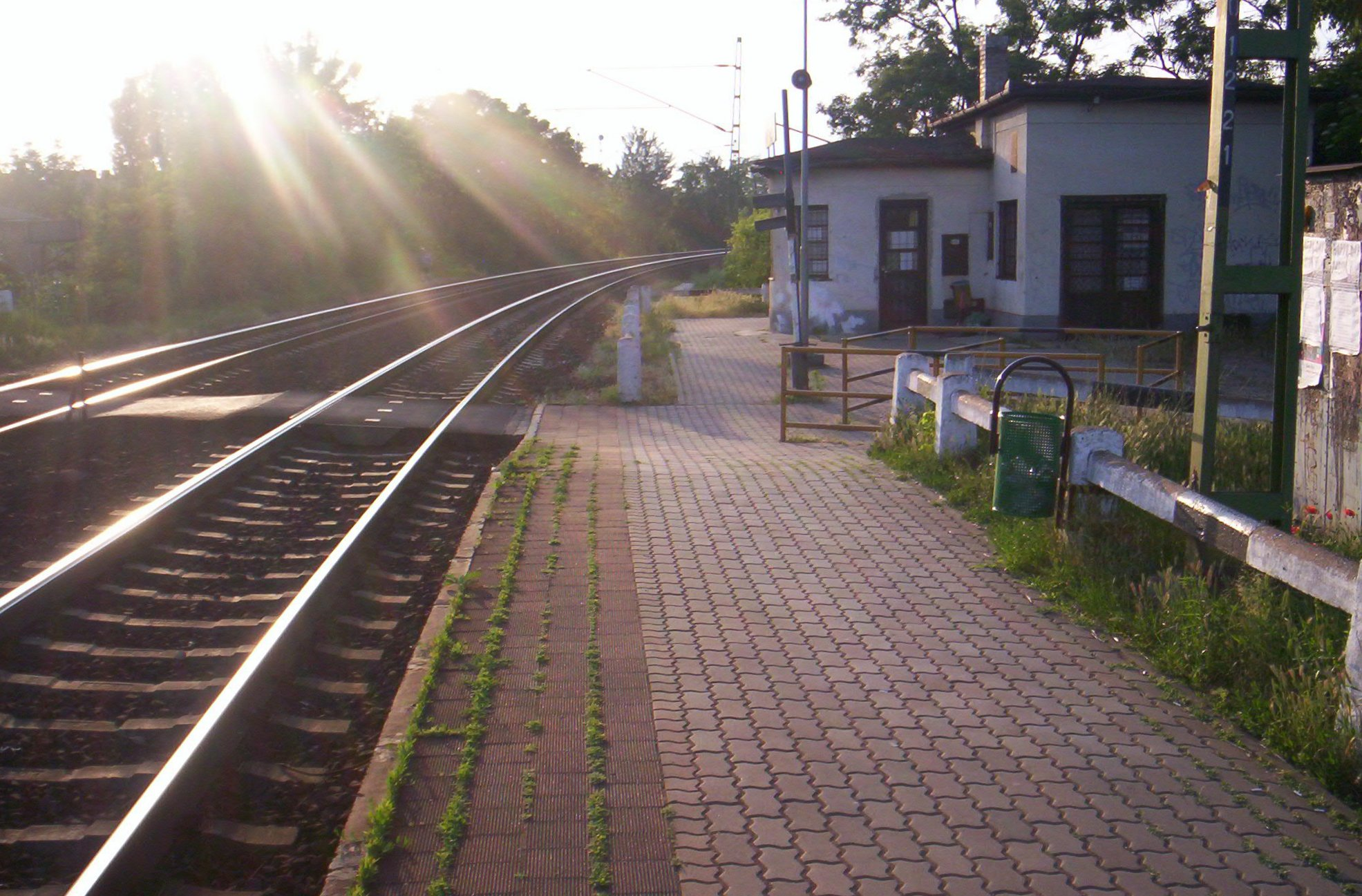
A vasúti sínek Ecser megállójánál
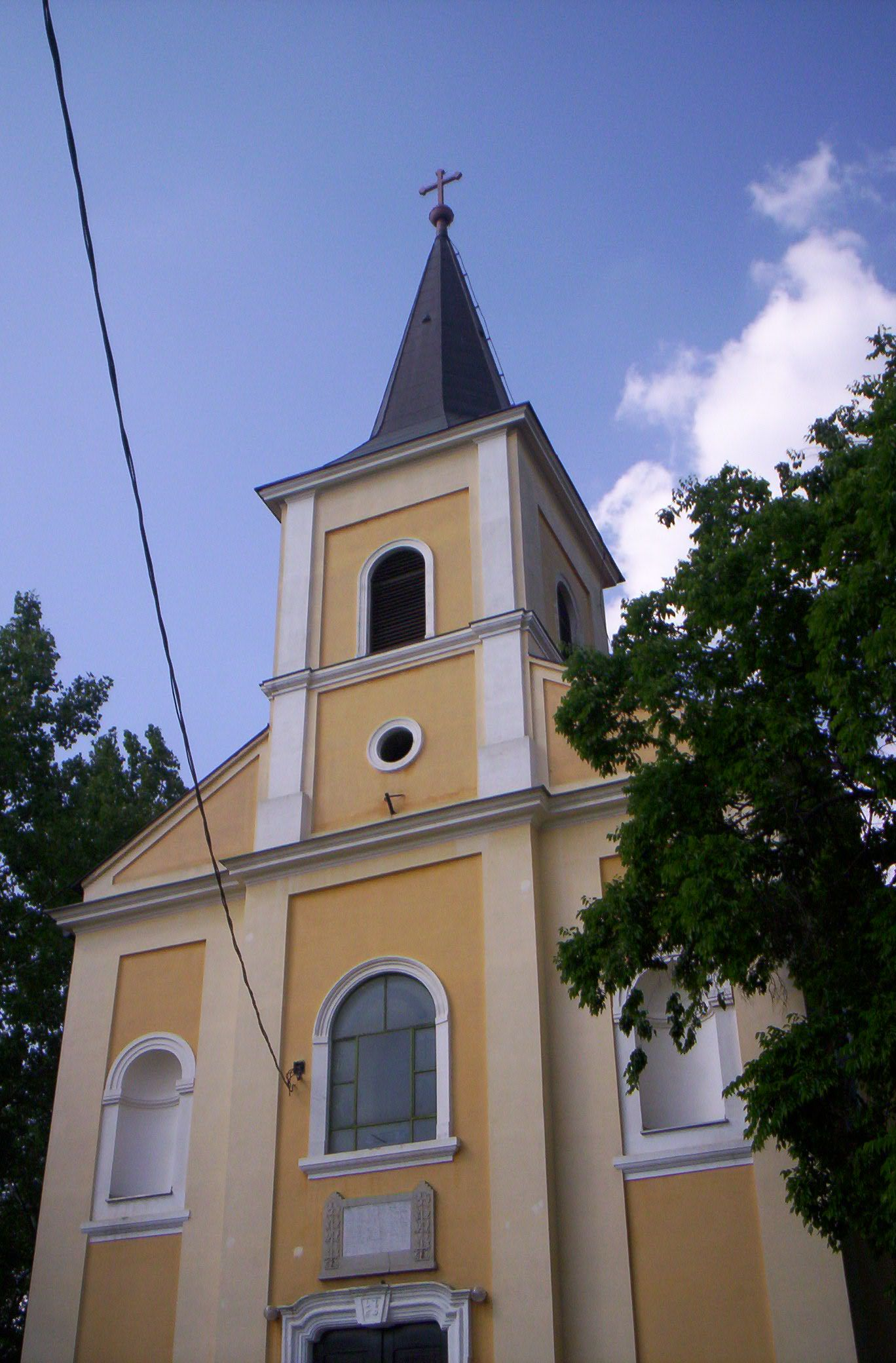
A templom közelebbről
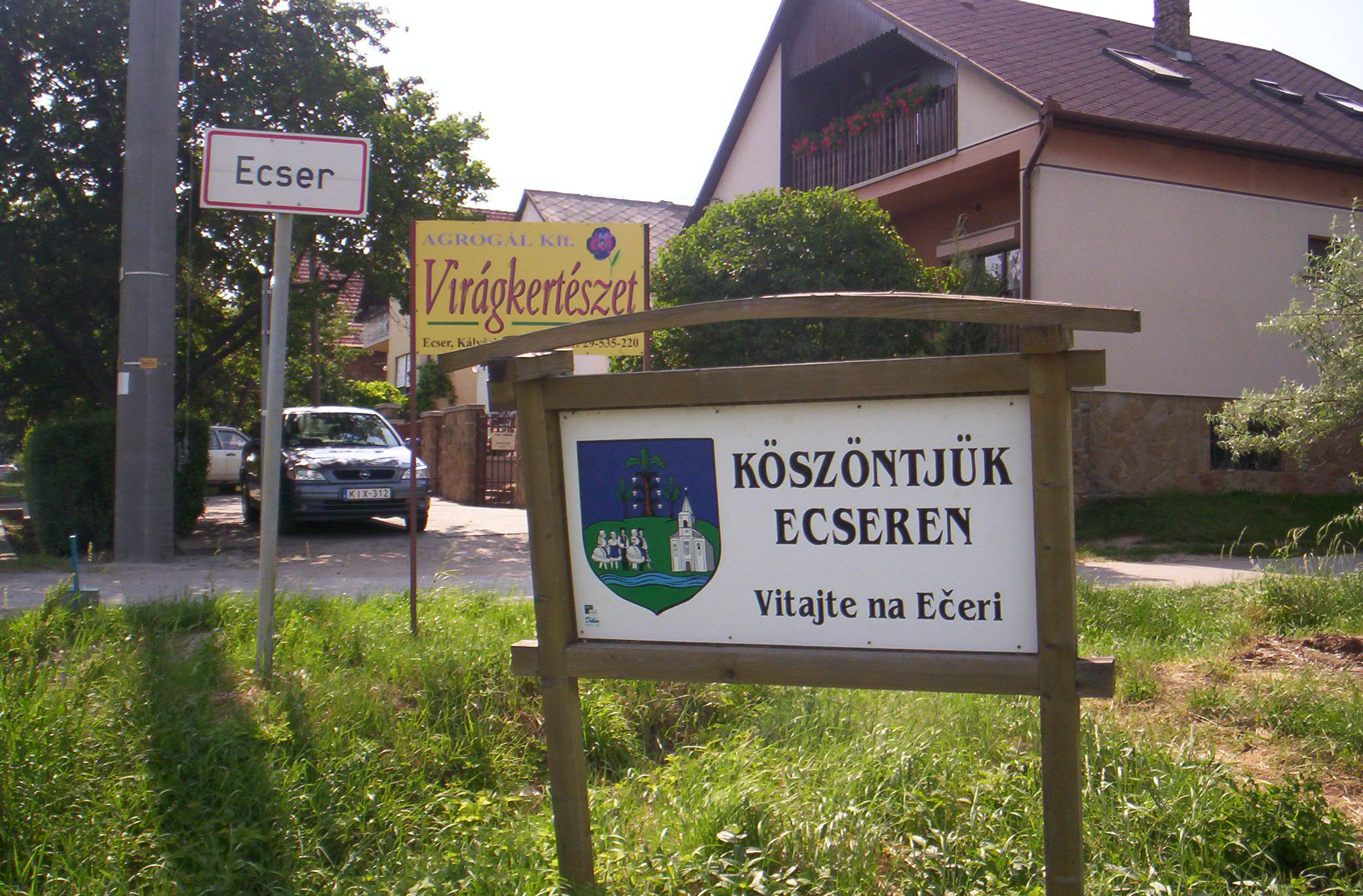
Ecser határa, az üdvözlő táblával
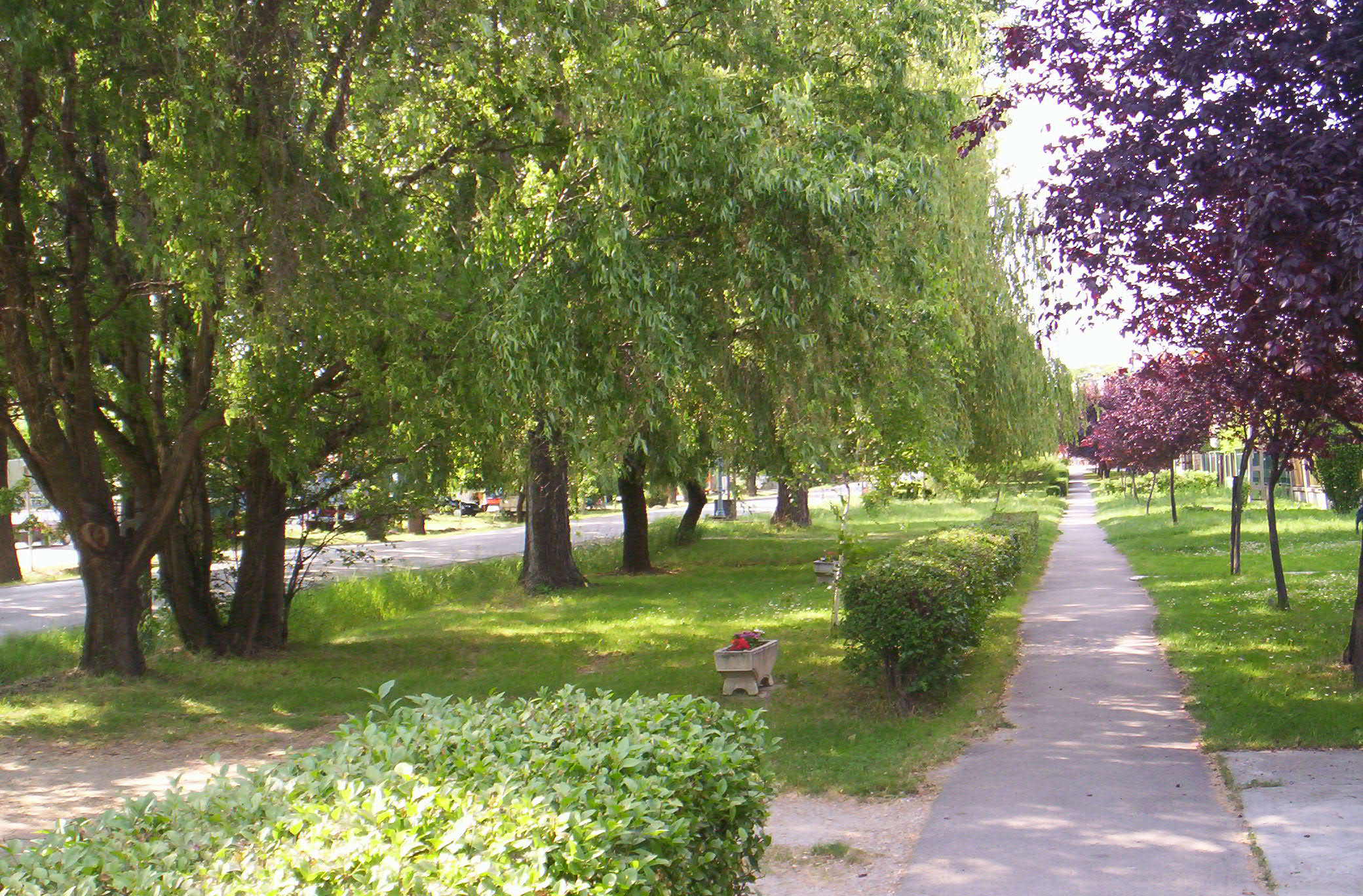
A Széchenyi utca járdája
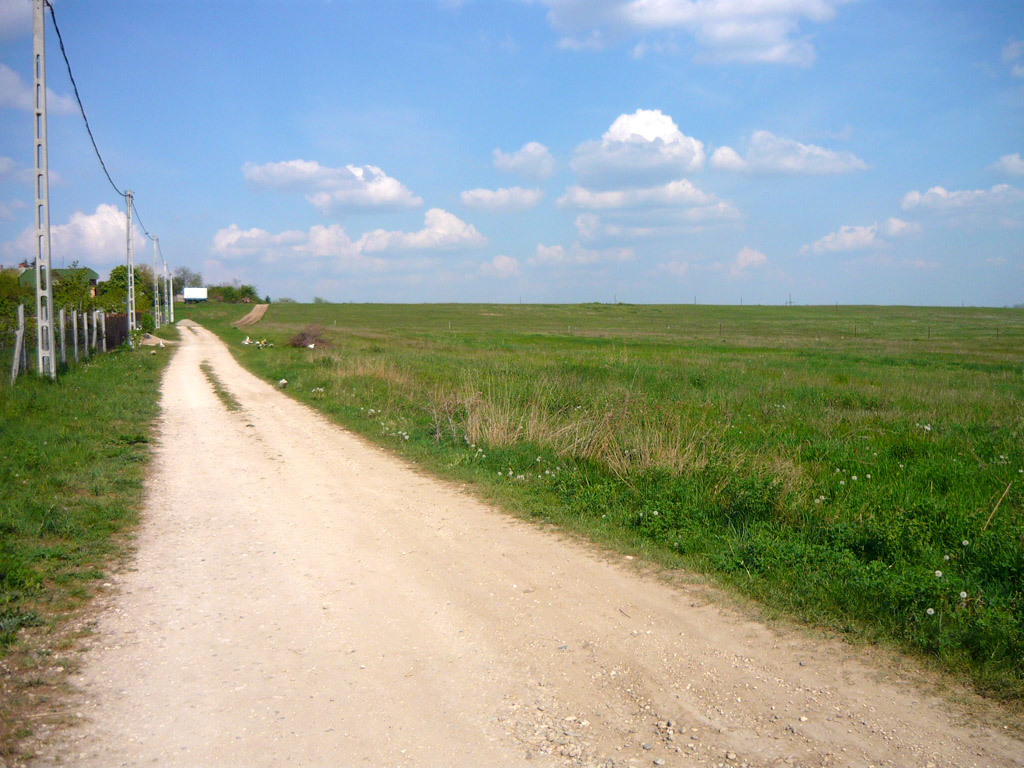
Az település külterületén húzódó Vida dűlő (Rákoskert és Ecser határán)